# 萨拉昆达
萨拉昆达（阿拉伯语：‎）是冈比亚的最大城市。
薩拉昆達瀕臨大西洋，位于首都班珠尔市之西南方13 km（8 mi）處。該市是由9個聚落集結為較大的都會區。
薩拉昆達的原文指「謝列爾人之家」，也是紀念該市的開拓者赛尔·乔贝。

## 友好城市
- 美国田纳西州孟菲斯

## 附加圖像

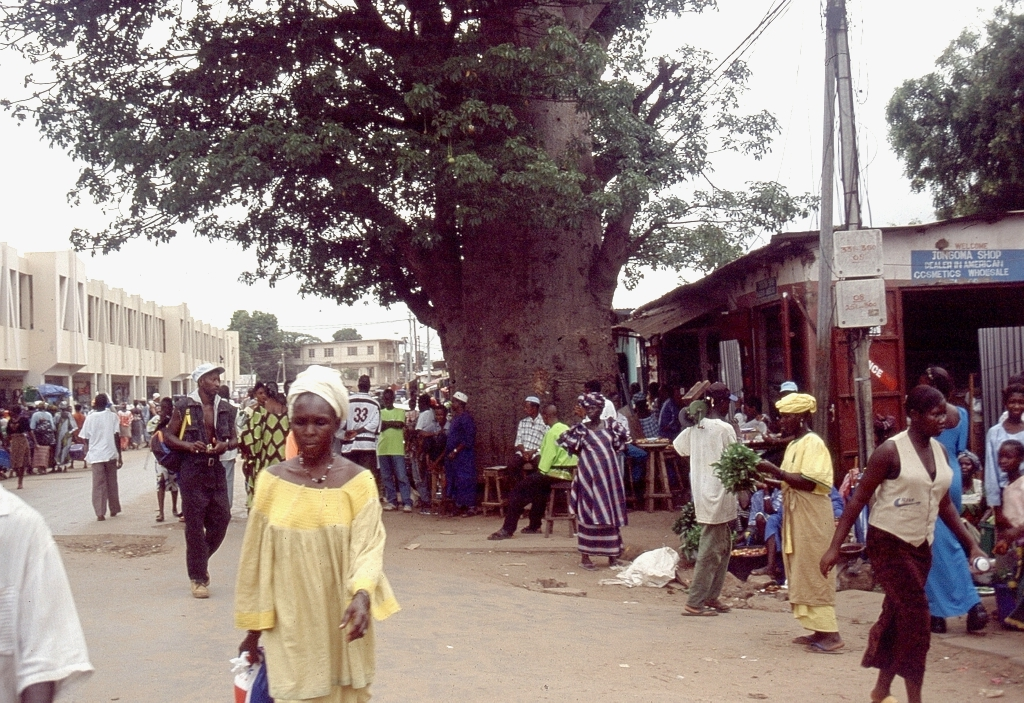
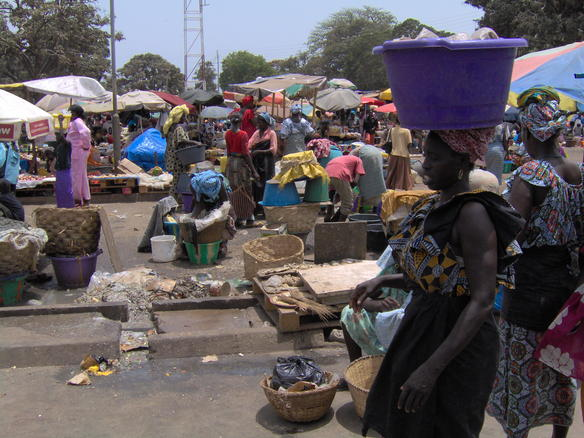
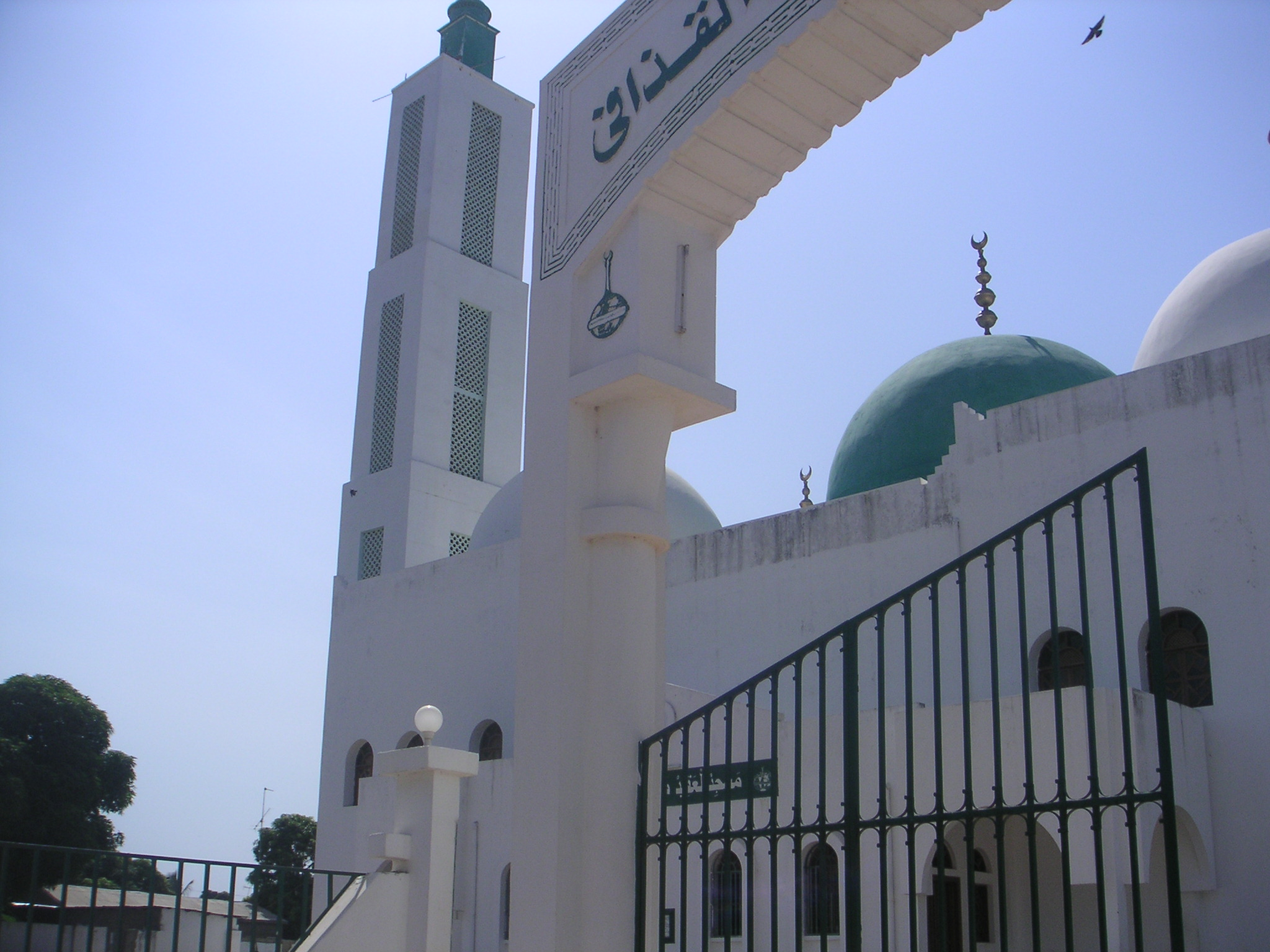
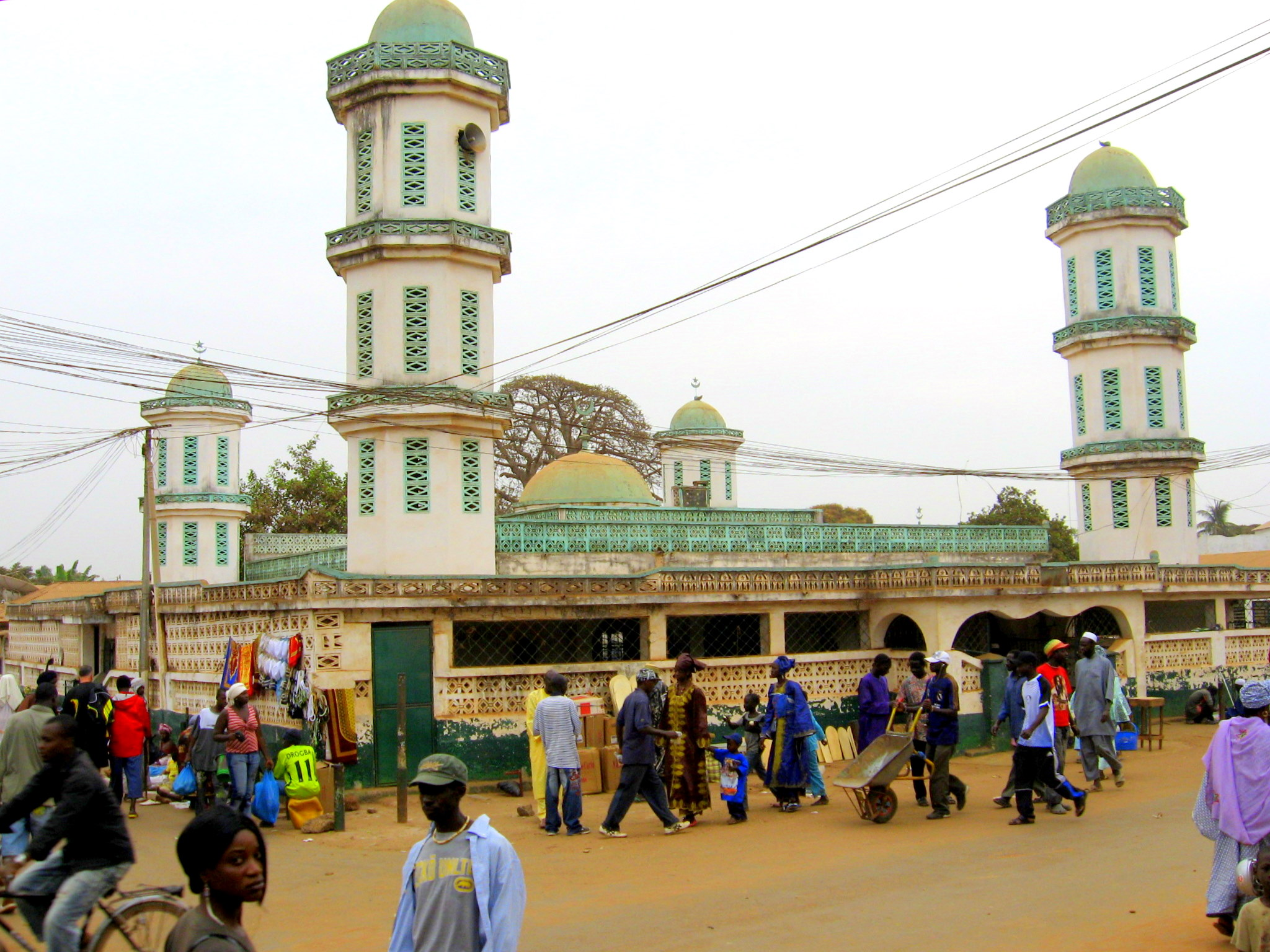
Bundung公路边清真寺